# スダレチョウチョウウオ
スダレチョウチョウウオ（簾蝶々魚、学名：Chaetodon ulietensis）は、スズキ目チョウチョウウオ科に分類される魚類の一種。種小名は、本種のタイプ標本の産地であるフランス領ポリネシアの「ライアテア島（Uliétéa）」を意味する。　

## 形態
- 全長は約18cm[2]。
- 体側の後方が黄色。
- 幅が広い2本の暗色帯がある[3]。
- 尾鰭基部に黒い紋がある。

よく似た種

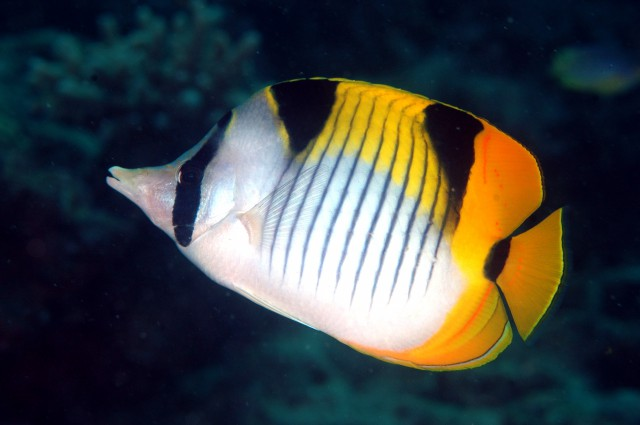
インドスダレチョウチョウウオ

よく似た種としてサドルバック・バタフライフィッシュ（インドスダレチョウチョウウオ）がいる。
両種は外見上酷似しているが、
- 黄色の部分は、本種は体側後方と背鰭の棘にしかないのに対し、インドスダレは体側後方だけでなく、上方にもある[4]。
- 暗色の部分は、本種はぼやけているのに対し、インドスダレは種小名falculaの由来である鍵形の模様がはっきりと出ている[4]。

といった相違点がある。また、本種は太平洋に分布するのに対して、インドスダレはインド洋に分布する。

## 生態

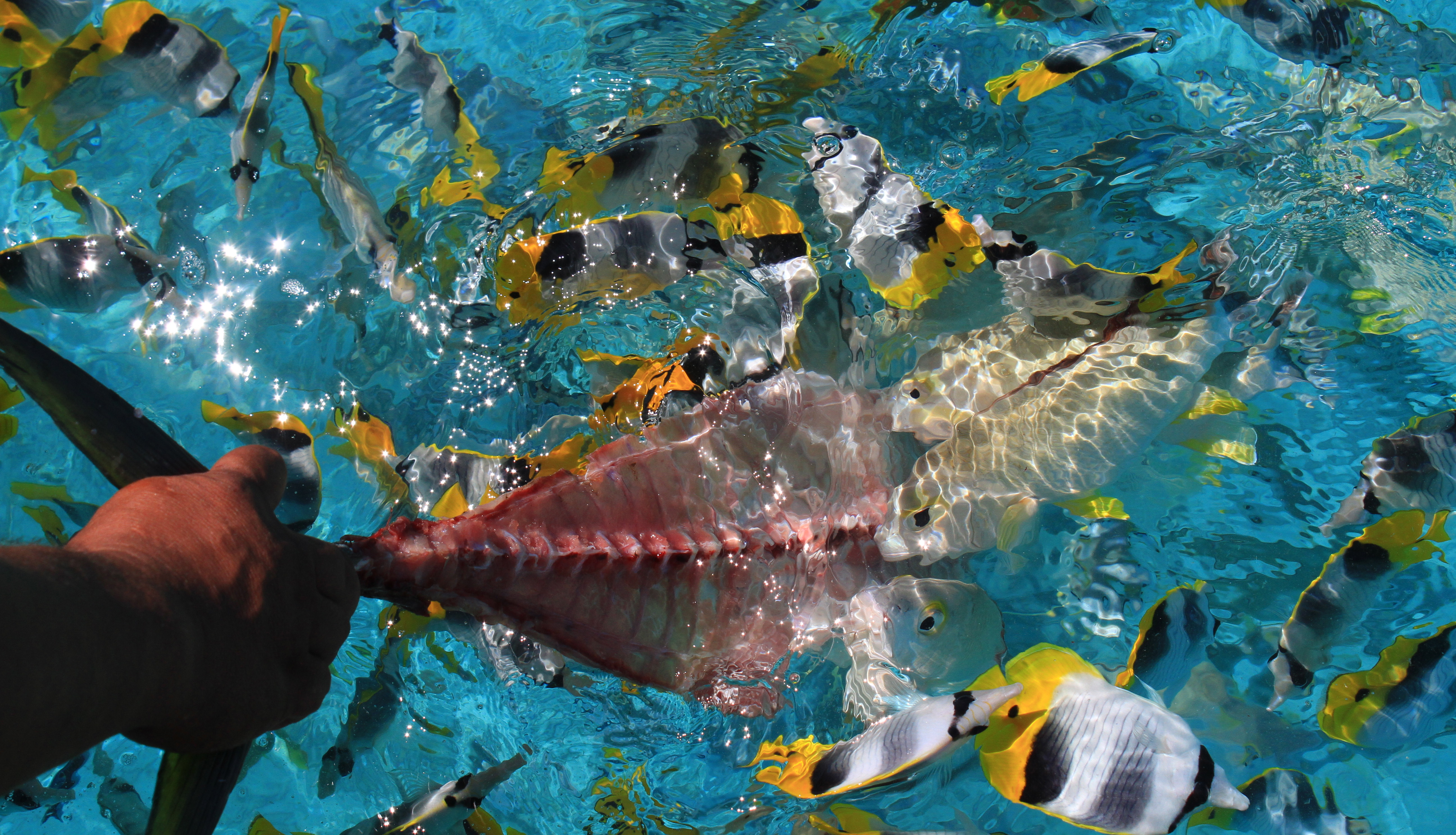
群れるスダレチョウチョウウオ（クック諸島）

雑食で、底生小動物や藻類などを食べる。地域によってはフランスパンに餌付いている。
水深3-25mの岩礁域やサンゴ礁域に生息する。好奇心が強い。普通は大きな群れをつくらないが、餌付けされているところでは数百匹規模の大群となり、他の魚とともに人から餌を奪い合う。

## 分布
西部太平洋やハワイ諸島を除く中部太平洋に、日本では相模湾以南に分布しているが、数は少ない。

## 人とのかかわり
観賞魚。本種は同じ科の他の種に比べ飼いやすい。